# Nolina brittoniana
Nolina brittoniana är en sparrisväxtart som beskrevs av George Valentine Nash. Nolina brittoniana ingår i släktet Nolina och familjen sparrisväxter.
Artens utbredningsområde är Florida. Inga underarter finns listade i Catalogue of Life.

## Bildgalleri

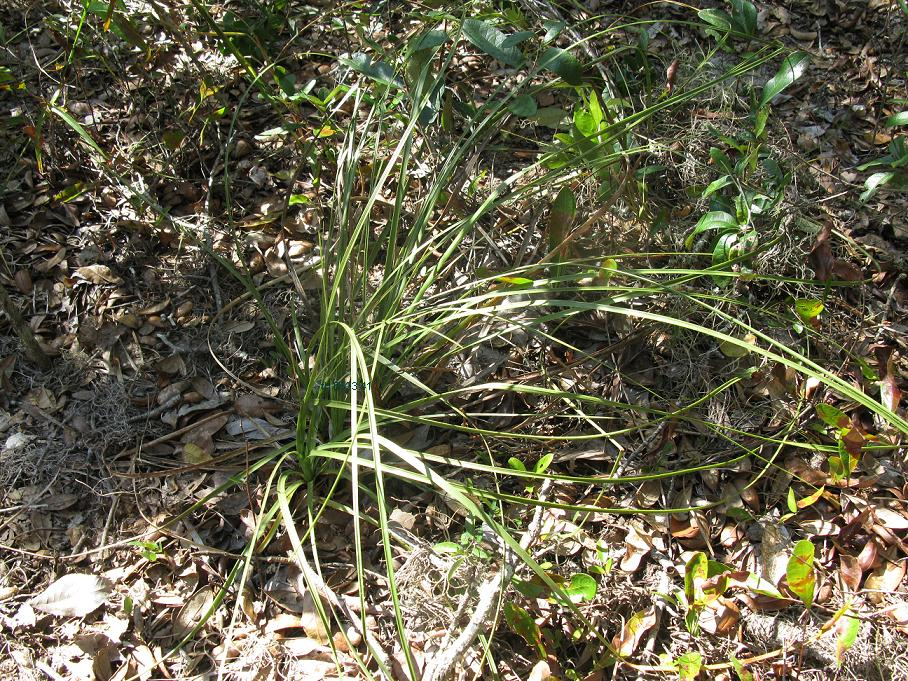
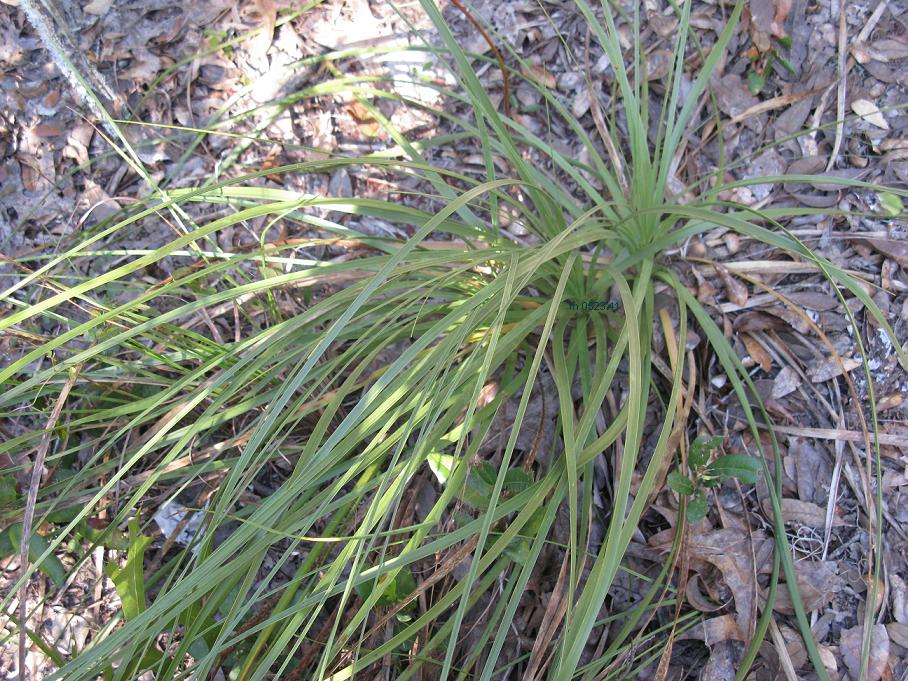
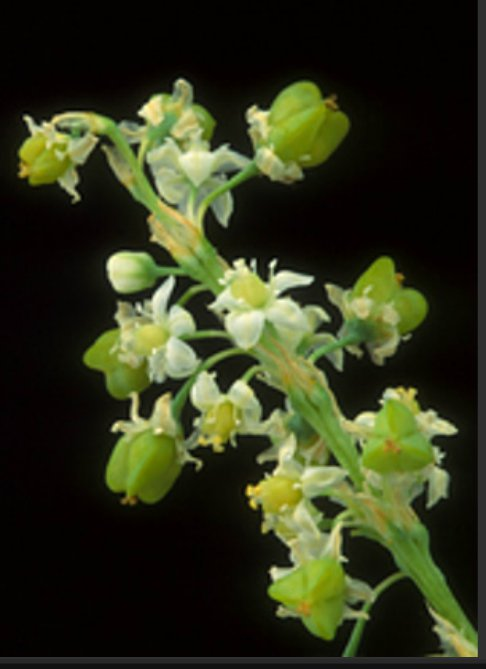